# 無水物
無水物（むすいぶつ、仏: anhydride）とは、水を無くした状態の化合物のこと。「無水～」「～無水物」という言葉は用法がいくつかに分かれる。

## 結晶の無水物
結晶水や水和水を含む物質がその水をなくした状態が無水物、あるいは無水和物 (anhydrate) である。塩化ナトリウムのように結晶水をはじめから持たないものは、無水物とは呼ばない。無水物は一般に吸湿性の高いものが多いため、保存する際にはデシケーターを用いるなどの配慮がなされる。無水物の多くが、水和物を加熱や真空下に乾燥して得られる。金属化合物では、水和物と無水物で色が大きく違うことがあるが、これは、金属イオンが水と錯体を作ることで電子状態が変わっているためである。無水物は通常、物質名の頭に「無水」と付けて呼ばれる。例: 硫酸銅(II)五水和物（青）→ 無水硫酸銅(II)（白）

## 脱水した化合物
ある化合物 A から水分子が除去された化合物 B は、「A の無水物」という表現をされる。例えば以下の式に示すように、酸化ナトリウムや三酸化硫黄は、それぞれ水酸化ナトリウムや硫酸の無水物にあたる。
2 NaOH − H2O → Na2O
H2SO4 − H2O → SO3
2分子以上の酸が脱水縮合した化合物は酸無水物と呼ばれる。項目: 酸無水物、カルボン酸無水物 を参照のこと。

## 含水量の少ない試薬
無水エタノールなど、適切な乾燥法により含水量が小さい試薬について、慣用的に「無水～」と呼ぶことがある。不純物としての水が無いという意味で、水和水を含まないという意味では無い。